# Free! Timeless Medley
Free! Timeless Medley (劇場版 Free!-Timeless Medley-, Gekijōban Free! Timeless Medley) é um filme animado japonês produzido pela Kyoto Animation e Animation Do. Baseado na série Free!, especificamente na segunda temporada, o filme foi dividido em duas partes, The Bond (絆, Kizuna) e The Promise (約束, Yakusoku).

## Produção
A Kyoto Animation anunciou que um "novo projeto" havia sido iniciado num vídeo promocional para o lançamento doméstico da animação High Speed! Free! Starting Days. Os detalhes foram revelados num evento ocorrido em 19 de março de 2017, no qual anunciaram que o projeto consistiria em dois filmes de compilação baseados na segunda temporada da série, intitulada Free! Eternal Summer. A trilogia também incluiu um terceiro filme, Free! Take Your Marks, composto por uma sequência direta e uma história original.
O filme é composto por duas partes, a primeira, Free! Timeless Medley: The Bond (劇場版 Free! -Timeless Medley- 絆 Gekijōban Free! Timeless Medley: Kizuna) concentra-se nos membros do clube de natação Iwatobi e foi lançada nos cinemas em 22 de abril de 2017. Já a segunda parte,
Free! Timeless Medley: The Promise (劇場版 Free! -Timeless Medley- 約束 Gekijōban Free! Timeless Medley: Yakusoku), lançada em 1 de julho de 2017, foca-se em Rin e Sosuke. Ambos os filmes continham novas filmagens adicionais e cenas refeitas. Pastas de arquivo claras foram distribuídas nos cinemas como presentes limitados. The Bond foi lançado em Blu-ray e DVD em 1 de novembro de 2017, enquanto The Promise em 6 de dezembro de 2017. A primeira parte teve uma exibição limitada em Cingapura e Indonésia em 22 de fevereiro de 2018, realizada pela Encore Films e com legendas em chinês e inglês. Posteriormente, a mesma companhia exibiu a segunda parte em 15 de março de 2018.
A Funimation, por sua vez, adquiriu os direitos dos três filmes para distribuir na América do Norte. Os filmes foram lançados em outubro de 2018.

## Recepção
Em seu primeiro dia, The Bond ficou na nona posição, e em décimo lugar no final de semana de abertura. Nas bilheterias, o filme faturou 270 milhões de ienes. O lançamento doméstico estreou na lideranças das paradas de DVD e Blu-ray da Oricon, com 7.105 discos Blu-ray e 4.302 DVDs vendidos na primeira semana.
The Promise, por sua vez, estreou na oitava posição e repetiu o feito do antecessor, terminando a semana de estreia na décima colocação. Faturou 288 milhões de ienes. Já o lançamento doméstico, em sua primeira semana, liderou o ranking da Oricon com mais de sete mil cópias de Blu-ray vendidas, enquanto vendeu um pouco mais de quatro mil cópias de DVDs.

## Trilha sonora
A trilha sonora original foi produzida por Tatsuya Kato e lançada em 31 de julho de 2017 sob o nome Free! Timeless Medley Original Soundtrack: Bond and Promise (『劇場版 Free! -Timeless Medley-』オリジナルサウンドトラック「Bond and Promise」). A canção tema do filme, "Rising Free", tem performance do Style Five, um grupo composto pelos dubladores dos personagens Haruka, Makoto, Nagisa, Rei e Rin. A canção foi lançada junto com a trilha sonora, que estreou na décima sétima colocação do Oricon, permanecendo por três semanas.